# Ridin’Thumb
 Der er for få eller ingen kildehenvisninger i denne artikel, hvilket er et problem. Du kan hjælpe ved at angive troværdige kilder til de påstande, som fremføres i artiklen.

Ridin' Thumb er et dansk funkband, stiftet i 1989 af de to guitarister Nicolai Halberg og Martin Finding.
Bandet startede i 1989 med koncerter på blandt andet Cafe Rust og i Musikcafeen, Huset i Magstræde. Bandet opstod ud af flere jamsessions i Musikcafeen. 
Navnet Ridin' Thumb stammer fra et nummer skrevet af Seals & Crofts, indspillet af blandt andre en af bandets inspirationskilder, Ray Charles. Bandets repertoire bestod blandt andre af numre fra Ray Charles' album Love & Peace fra 1978, bl.a. "Hey Girl", "20th Century Fox", "Give The Poor Man A Break" og "Ridin' Thumb". Derudover spillede bandet numre af Aretha Franklin, Tower of Power, James Brown, Sly And The Family Stone og andre. 
Efter et eget arrangement af nummeret Ridin' Thumb udgav bandet i 1993 en EP, der udover den nye udgave af nummeret indeholdt en coverversion af Donny Hathaways "A Song For You" og to egne kompositioner, "Know What I Mean", skrevet af daværende organist Jacob Christoffersen og "Look Inside Your Soul", skrevet af daværende trompetist Jeppe Kaas. EP'en var forløberen til albummet Different Moves Different Grooves, der udkom i 1994. Albummet indeholdt 11 numre, hvoraf to var coverversioner; "A Song For You" og "Believe To My Soul", begge versioner af Donny Hathaway. På albummet og ved efterfølgende koncerter medvirkede rapperne Remee og Al Agami. 
I 1999 gik forsangeren Niels HP og Jacob Christoffersen ud af bandet. Keyboardpladsen blev besat af Joakim Pedersen. Jonas Winge Leisner fik pladsen som forsanger i bandet og Stine Hjelm Jacobsen trådte ind i bandet som støttevokal. Trommeslageren Nolan Mattsson blev erstattet af Klaus Menzer. Herefter gik Ridin' Thumb i studiet Sweet Silence og indspillede albummet 21st Century Funk i år 2000. Der var 11 egne kompositioner på udgivelsen. På albummet og ved efterfølgende koncerter medvirkede rapperne Shaka Johnson og Joseph Agami samt DJ Martin Bøge Pedersen. Kort efter blev trommeslageren Klaus Menzer erstattet af Emil de Waal, der senere blev erstattet af Thomas Jepsen. Bandet indspillede herefter albummet Work It Out i 2002, der indeholdt 14 egne kompositioner. På albummet og ved efterfølgende koncerter medvirkede rapperen Kuku Agami. Martin Bøge Pedersen blev efterfølgende erstattet af Thomas Hyllested. I 2014 udgav bandet albummet People. 

## Medlemmer
| - Jonas Winge Leisner - Kuku Agami - Martin Finding - Nicolai Halberg - Joakim Pedersen - Thomas Jepsen - Jens Kristian Uhrenholdt - Henrik Jørgensen - Anders Gustafsson - Nis Toxværd - Troels Mygind - Molly Jellyfish | - Niels HP - Jacob Christoffersen - Nolan Mattsson - Klaus Menzer - Emil de Waal - Stine Hjelm Jacobsen - Ole himmelstrup |  |

Mik Neumann fra starten og indtil 2011
Bjørn Ringkjøbing
Ole Himmelstrup
Carsten Andersen
Jeppe Kaas

## Diskografi

### Studiealbum
- 1994: Different Moves Different Grooves
- 2000: 21st Century Funk
- 2002: Work It Out
- 2014: People

### EP'er
- 1993: EP